# Thomasine Gyllembourg-Ehrensvärd

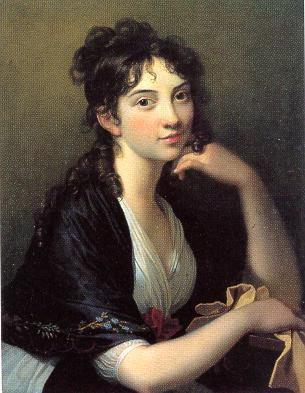
Thomasine Gyllembourg, Gemälde von Jens Juel, ca. 1790, Nationalmuseum Frederiksborg.

Thomasine Christine Gyllembourg-Ehrensvärd, geborene Buntzen (* 9. November 1773 in Kopenhagen; † 2. Juli 1856), war eine dänische Schriftstellerin und Novellistin.

## Leben
Thomasine Buntzen wurde als Tochter des Stadtmaklers Johann Buntzen im Kopenhagener Stadtteil Christianshavn geboren. Sie heiratete 1790 den Übersetzer und politischen Satiriker Peter Andreas Heiberg. Aus der Ehe entstammt der Dichter Johan Ludvig Heiberg.
Nachdem Peter Andreas Heiberg im Februar 1800 des Landes verwiesen worden war, was die Ehescheidung zur Folge hatte, heiratete Thomasine Heiberg 1801 den schwedischen Baron Carl Fredrik Ehrensvärd (1767–1815), der als Teilnehmer an der Verschwörung gegen Gustav III. aus Schweden verbannt worden war und in Kopenhagen unter dem Namen seiner Mutter Gyllembourg lebte. Von dieser Ehe erhoffte sie sich Ruhe und Bürgerlichkeit.
Thomasine Gyllembourg-Ehrensvärd war bereits 53 Jahre alt, als sie anonym in der von Gyllembourg herausgegebenen Wochenschrift Flyvende Post (1827) halb im Scherz mit der Novelle Familien Polonius auftrat, die großen Anklang fand. 1828 folgten Den magiske Nögle und Én Hverdagshistorie, die solches Aufsehen erregte, dass sie sich fortan als Verfasserin einer Alltagsgeschichte bezeichnete. Eine lange Reihe Novellen festigte ihren Ruf, ihre Anonymität wurde aber erst nach ihrem Tod durch ihren Sohn Johan Ludvig gelüftet. Auch dessen Ehefrau Johanne Luise Heiberg gehörte zu den schöngeistigen Schriftstellern Kopenhagens in dieser Zeit.
Ihre Novellen zeichnen sich aus durch eine feine und treffende Charakterzeichnung, scharfe Beobachtungsgabe und humane Weltanschauung. Hinzu tritt das seltene Geschick, eine gewöhnliche und alltägliche Begebenheit auf so poetische Weise zu behandeln, dass die Schönheiten zu Tage treten und das Interesse des Lesers gefesselt wird. Weniger erfolgreich war sie mit Theaterstücken.

## Werke
Zu ihren bedeutendsten Erzählungen gehören:
- Én Hverdagshistorie (Eine Alltagsgeschichte), 1828
- Drøm og Virkelighed (Traum und Wirklichkeit), 1833
- To Tidsaldre (Zwei Zeitalter)
- Extremerne (Die Extreme, mit der Schilderung des gesellschaftlichen Lebens im Haus von Knud Lyne Rahbek, Bakkehuset)
- Jøden (Der Jude)
- Marie

Ihre Schriften erschienen gesammelt 1849–51 in 12 Bänden (3. Auflage 1883). Eine deutsche Übersetzung besorgte Edmund Zoller (Novellen der Verfasserin der Alltagsgeschichten, Stuttgart 1852–53, 3 Bände).